# Badur (Batuputih)
Badur is een bestuurslaag in het regentschap Sumenep van de provincie Oost-Java, Indonesië. Badur telt 1484 inwoners (volkstelling 2010).